# Merosargus aureonitens
Merosargus aureonitens är en tvåvingeart som beskrevs av James 1971. Merosargus aureonitens ingår i släktet Merosargus och familjen vapenflugor.
Artens utbredningsområde är Panama. Inga underarter finns listade i Catalogue of Life.